# Pediobius antiopa
Pediobius antiopa är en stekelart som först beskrevs av Girault 1913.  Pediobius antiopa ingår i släktet Pediobius och familjen finglanssteklar. Inga underarter finns listade i Catalogue of Life.